# Difosfat d'adenosina
El difosfat d'adenosina o adenosinadifosfat (ADP) és un nucleòtid format per una ribosa, dos grups fosfat i una adenina.
Sorgeix com a resultat del trencament de l'ATP per tal d'alliberar l'energia (∆Gº) necessària per a les reaccions de l'organisme. La reacció es produeix de la següent manera:
ATP→ADP+Pi
Les cèl·lules generen ADP a partir de l'ATP mitjançant una reacció catalitzada per l'enzim adenosintrifosfatasa.
Una vegada produïda la fissió de la molècula, és conduïda per gradient fins al mitocondri, on mitjançant la bomba de protons, se sintetitzarà de nou l'ATP.